# Jean Pierre Bauduin
Jean Pierre Bauduin (* um 1952) ist ein belgischer Badmintonspieler.

## Karriere
Jean Pierre Bauduin wurde 1977 erstmals nationaler belgischer Meister, wobei er im Herrendoppel mit Benny Tan Ook Djie erfolgreich war. Neun weitere Titelgewinne folgten bis 1983. 1977 nahm er an den Badminton-Weltmeisterschaften teil und wurde dort 17. im Doppel sowie 33. im Einzel. Bei der Mitteleuropameisterschaft 1972 wurde er Zweiter mit dem belgischen Team.

## Sportliche Erfolge
| Saison    | Veranstaltung                  | Disziplin    | Platz | Name                                     |
| --------- | ------------------------------ | ------------ | ----- | ---------------------------------------- |
| 1976/1977 | Belgien: Einzelmeisterschaften | Herrendoppel | 1     | Jean Pierre Bauduin / Benny Tan Ook Djie |
| 1977      | Weltmeisterschaft              | Herrendoppel | 17    | Jean Pierre Bauduin / Daniel Gosset      |
| 1977/1978 | Belgien: Einzelmeisterschaften | Herreneinzel | 1     | Jean Pierre Bauduin                      |
| 1977/1978 | Belgien: Einzelmeisterschaften | Herrendoppel | 1     | Jean Pierre Bauduin / José Isasi         |
| 1978/1979 | Belgien: Einzelmeisterschaften | Herreneinzel | 1     | Jean Pierre Bauduin                      |
| 1978/1979 | Belgien: Einzelmeisterschaften | Herrendoppel | 1     | Jean Pierre Bauduin / John Jaury         |
| 1979/1980 | Belgien: Einzelmeisterschaften | Herreneinzel | 1     | Jean Pierre Bauduin                      |
| 1979/1980 | Belgien: Einzelmeisterschaften | Herrendoppel | 1     | Jean Pierre Bauduin / John Jaury         |
| 1980/1981 | Belgien: Einzelmeisterschaften | Herreneinzel | 1     | Jean Pierre Bauduin                      |
| 1980/1981 | Belgien: Einzelmeisterschaften | Herrendoppel | 1     | Jean Pierre Bauduin / John Jaury         |
| 1982/1983 | Belgien: Einzelmeisterschaften | Herrendoppel | 1     | Jean Pierre Bauduin / Cristian Bene      |